# Без семьи (фильм, 2000)
«Без семьи́» (фр. Sans famille) — французский телефильм 2000 года по одноимённому роману Гектора Мало.

## Сюжет
Загадочный сеньор Виталис (Пьер Ришар) — бродячий артист, путешествующий по свету. Однажды судьба сводит его с мальчиком-сиротой Реми (Жюль Ситрук). Вместе они отправляются странствовать, веселят публику, устраивают уличные представления. Но они не знают, что у Реми есть тайна из его прошлого, и ему угрожает опасность.

## В ролях
| Актёр             | Роль                      |
| ----------------- | ------------------------- |
| Пьер Ришар        | Виталис / Витало Педротти |
| Жюль Ситрук       | Реми                      |
| Стефано Дионизи   | Жорж фон Страуберг        |
| Вероника Феррес   | Жоанна фон Страуберг      |
| Марианн Загебрехт | матушка Барберен          |
| Клод Жад          | Тереса                    |
| Бернар Фрессон    | мастер Гарофоли           |
| Марсель Доссонье  | Шарль Фонтейн             |
| Филипп Наон       | Барберен                  |